# Beverley, Western Australia
Beverley är en ort i Australien. Den ligger i kommunen Beverley och delstaten Western Australia, omkring 100 kilometer öster om delstatshuvudstaden Perth. Antalet invånare är 2 092.